# 금각만 (블라디보스토크)

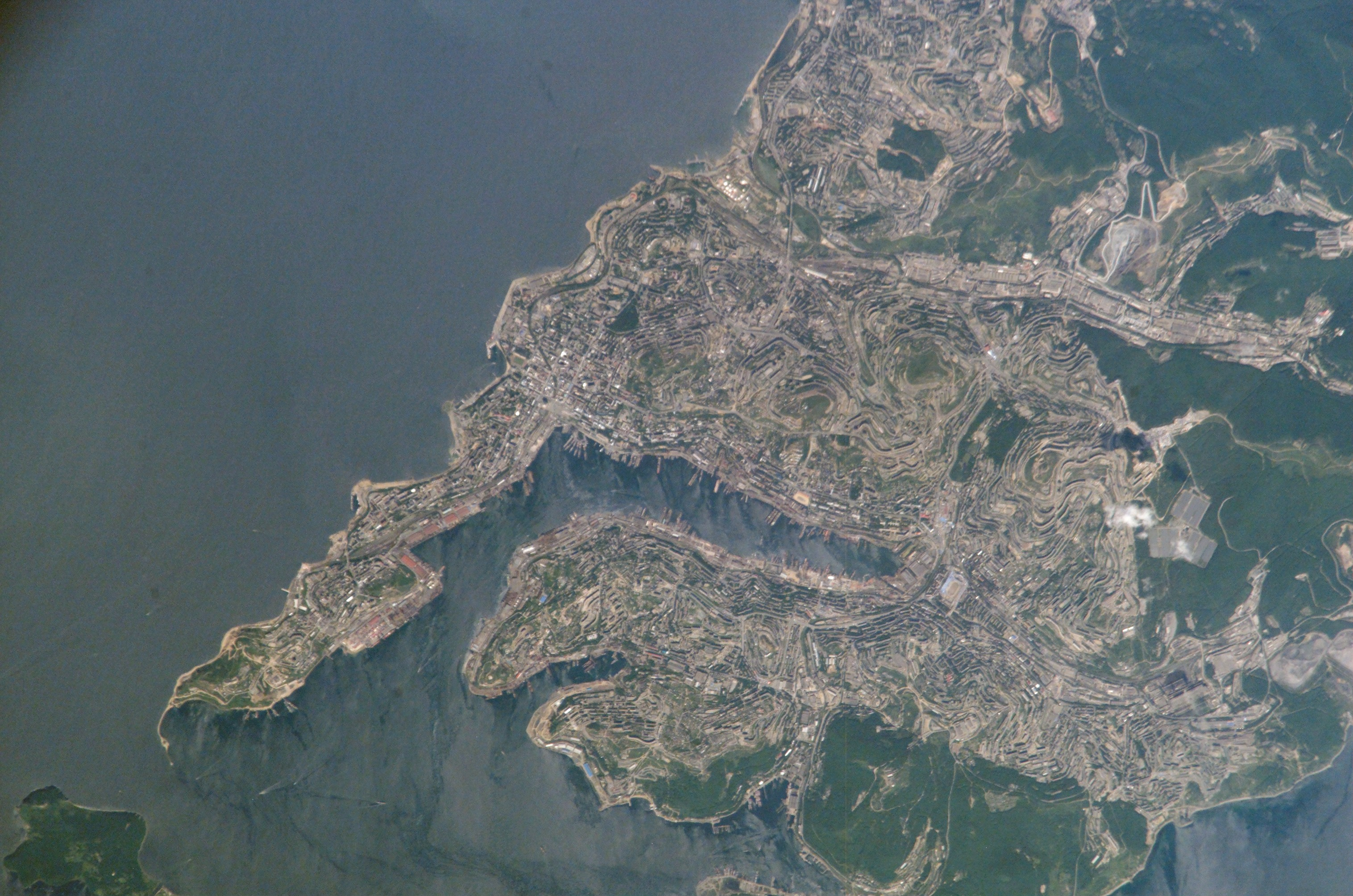
우주에서 본 블라디보스토크. 시가지 가운데로 파고들어온 바다가 금각만이다.

금각만(金角灣, 러시아어: Бухта Золотой Рог 부흐타 졸로토이로크) 또는 졸로토이로크만(러시아어: Бухта Золотой Рог 부흐타 졸로토이로크)은   러시아 연방 블라디보스토크에 위치한 만이다. 동해 북서부의 표트르 대제만에 돌출되어 나온 무라비요프-아무르스키반도의 끝 부분을 뿔 모양으로 파고드는 긴 만이다. 길이 7km에 폭 2km가량, 깊이 20~27m이다. 이 만을 중심으로 블라디보스토크가 발달했다.
1859년부터 콘스탄티노플의 금각만과 비슷한 지형이라는 점에 착안하여 니콜라이 무라비요프아무르스키 백작이 지금의 이름을 부여했다.